# Scary Kids Scaring Kids
Scary Kids Scaring Kids – amerykański zespół grający post hardcore założony w Gilbert, w Arizonie w 2002.  Nazwa zespołu pochodzi od piosenki z albumu Analphabetapolothology grupy Cap’n Jazz.

## Muzycy
- Tyson Stevens – wokal, gitara, teksty
- James Ethridge – bębny, perkusja
- Chad Crawford – rytm, gitary, wokal
- DJ Wilson – gitara basowa, wokal
- Steve Kirby – gitary
- Pouyan Afkary – keyboard

Byli członkowie
- Justin Salter – perkusja, produkcja, wokal
- Pete Costa – bębny

## Dyskografia

### Albumy i EP
| Rok           | Album                     | Pozycja na liście | Pozycja na liście | Pozycja na liście | Pozycja na liście |
| Rok           | Album                     | US                | US Heat           | US Indie          | US Internet       |
| ------------- | ------------------------- | ----------------- | ----------------- | ----------------- | ----------------- |
| 2003          | After Dark (EP)           | —                 | —                 | —                 | —                 |
| 2005          | The City Sleeps in Flames | —                 | 50                | —                 | —                 |
| 2007          | Scary Kids Scaring Kids   | 80                | —                 | 6                 | 86                |
| "—" niewydany |                           |                   |                   |                   |                   |

### Kompilacje
- Music on the Brain Vol. 2
- Punk the Clock Vol. 2
- Masters of Horror Soundtrack
- Punk Goes '90s
- U.S. Cellular Emerging Artists Vol. 1
- Punk Goes Crunk

### Single
| Rok  | Tytuł                               | Album                     |
| ---- | ----------------------------------- | ------------------------- |
| 2005 | "The Only Medicine"                 | The City Sleeps in Flames |
| 2006 | "The City Sleeps in Flames"         | The City Sleeps in Flames |
| 2006 | "My Darkest Hour"                   | The City Sleeps in Flames |
| 2007 | "Faces" - Written by James Ethridge | Scary Kids Scaring Kids   |
| 2007 | "Snake Devil"                       | Scary Kids Scaring Kids   |
| 2007 | "The Deep End"                      | Scary Kids Scaring Kids   |